# Casino Royale (gruppo musicale)
I Casino Royale sono un gruppo musicale italiano formatosi a Milano nel 1987 dall'incontro di diversi musicisti tra i quali Alioscia Bisceglia, Giuliano Palma, Michele Pauli e il batterista Ferdinando Masi. Il nome del gruppo è stato ispirato dalla canzone Sock it to 'Em J B della band ska inglese Specials, nella quale viene citato il titolo del primo romanzo della saga di James Bond di Ian Fleming.

## Storia del gruppo
Autori di un percorso musicale sempre in evoluzione, partito dai primi lavori (Soul of Ska, Jungle Jubilee e Ten Golden Guns) orientati allo ska ed al reggae e con testi in inglese.
Dopo diversi anni di pausa forzata, dovuta a problemi contrattuali, i Casino Royale pubblicano nel 1993 il disco Dainamaita che presenta sonorità molto differenti: il gruppo passa al cantato in italiano e a contaminazioni con l'hip hop, il dub e con un rock di matrice black. Ospiti di quest'ultimo lavoro sono Sergio Messina (alias RadioGladio) e DJ Gruff dei Sangue Misto e Michele Ranauro (alias DeMaestro).
Nel 1995 esce Sempre più vicini prodotto dall'inglese Ben Young, disco molto influenzato dal movimento Trip hop. La tournée successiva alla pubblicazione dell'album viene immortalata sul disco live 1996: Adesso!.
Tra l'ottobre del 1996 e il febbraio 1997 registrano, tra Londra (nel quartiere di Leytonstone) e Varese, l'album CRX, co-prodotto dalla band assieme a Tim Holmes, prima produttore dei Primal Scream, poi co-leader dei Death in Vegas: l'album, influenzato dalla drum and bass, viene accolto molto bene dalla critica ma il suo suono minimale e scuro, decisamente all'avanguardia rispetto alle produzioni italiane coeve, disorienta parte del seguito storico del gruppo. Nonostante il successivo tour porti la band addirittura ad aprire le due date italiane del PopMart Tour degli U2 (a Roma e a Reggio Emilia), le vendite sotto le aspettative di CRX portano alla rescissione del contratto con la casa discografica Universal.
Nel 1998 la band apre una propria etichetta Royality e inizia un progetto parallelo Royalize, prodotto dal produttore drum and bass Steve Carr in arte "Digital" e da Michele Pauli, orientato alla sperimentazione elettronica (in particolare drum and bass); Giuliano Palma, la voce melodica del gruppo, abbandona la band per dedicarsi ai suoi Bluebeaters ed alla carriera solista. Di lì a poco la band sospenderà le proprie attività dal vivo ed inizia un periodo di riflessione sul futuro dopo l'abbandono di Palma.
Nel 2002 alcuni nuovi brani sono scaricabili in download dal sito ufficiale ed il gruppo riprende nuova linfa, ricomincia l'attività live e nel 2003 viene pubblicato il brano Protect me (su un maxi singolo contenente oltre al brano originale sette remix). Il 27 ottobre del 2006 viene pubblicato il nuovo disco del gruppo, Reale, prodotto da Howie B e prima pubblicazione dopo CRX del 1997.
A quasi un anno di distanza tornano con Not in the Face, una versione in chiave dub-dance di "Reale realizzata da Howie B.
Nel 2008 è pubblicato Royale Rockers: The Reggae Sessions, una antologia di undici brani del gruppo riarrangiati e risuonati in chiave roots-reggae anni settanta. Su questo album è presente un brano inedito Cosmic Sound in cui appare Michael Campbell in arte Mikey Dread storico conduttore radiofonico, cantante e produttore giamaicano che ha collaborato in passato con i Clash.
Nel 2011 viene pubblicato il nuovo album Io e la mia ombra. I Casino Royale prendono parte agli MTV Days 2011.
Nel 2013 la band pubblica un live registrato al Leoncavallo, storico centro sociale milanese, che celebra i venticinque anni di attività il titolo sono le coordinate del luogo dove è stato registrato "45°30'6.449'N9° 12'30.286'E" vengono prodotti una serie di video clip in collaborazione con il regista Cosimo Alemà
Il 17 novembre 2017 esce una nuova edizione di CRX denominata CRX - 20th Anniversay Edition che raccoglie due dischi, il primo con le rimasterizzazioni dell'album originale, il secondo con contributi e collaborazioni inediti e remix con artisti vari tra cui Levante, Edda, Fabrizio Mammarella, Tommaso Colliva, Max Casacci e Ninja, Opus 3000, Ralf, Mass Prod e Paolo Baldini.
Nel 2020 esce l'album Quarantine Scenario dove Alioscia insieme ad altri musicisti e performer racconta, attraverso una narrazione sonora, il periodo della quarantena per la pandemia del COVID-19, Da quest'opera viene prodotto successivamente un lungometraggio ideato e prodotto dal regista Pepsy Romanoff.

## Formazione

### Formazione attuale
- Alioscia Bisceglia: voce (1987-1997, 2002-presente)
- Patrick Benifei: tastiere, voce (1994-1997, 2002-presente)
- Geppi Cuscito: basso elettrico, chitarra, sintetizzatore (2011-presente)
- Lillo Dadone: batteria (2022-presente)

### Ex componenti
- Ferdinando Masi: batteria (1987-2007; 2016-2021)
- Giuliano Palma: voce (1987-1997)
- Michele Pauli: chitarra, programmazione, produzione (1987-1997, 2002-2012)
- Michele Danca: organo, piano (1987-1994)
- Nicola Frisia: sax tenore, flauto, sax baritono (1987-1995)
- Silvio Rovati: sax tenore (1987-1993)
- Daniele Israel: trombone (1987-1992)
- Antonio Marrone: basso (1987-1992)
- Andrea Incerti: tromba (1988-1993)
- Valter Marchesoni: fisarmonica, tastiere, campionatori (1989-1993)
- Alessio Argenteri: basso (1992-1997; 2004-2008)
- Roberto Barbieri: sax tenore, flauto (1995-1997)
- Gabriele Biondi: melodica, percussioni, tromba (1996-1997; 2002-2011)
- Alessandro Soresini: batteria (2008, morto nel 2017)
- Gabriele Capogna
- Michele Ranauro: piano (1992–?, ?–2011)
- Francesco Leali: sintetizzatore, orchestrazioni (2021)
- Vito Miccolis: percussioni (2022-2023)

## Discografia

### Album in studio
- 1988 - Soul of Ska (Der Nagel/Vox Pop)
- 1990 - Jungle Jubilee (Kono Records)
- 1990 - Ten Golden Guns (Unicorn)
- 1993 - Dainamaita (Black Out/PolyGram)
- 1995 - Sempre più vicini (Black Out/PolyGram)
- 1997 - CRX (Black Out/PolyGram)
- 2006 - Reale (V2 Records/Universal)
- 2011 - Io e la mia ombra (V2 Records/Universal)
- 2021 - Polaris (Aldebaran Records)
- 2025 - Fumo (Asian Fake)

### EP
- 1991 - Skaravanpetrol EP

### Album live
- 1996 - 1996: Adesso! (Black Out/PolyGram)
- 2013 - 45°30' 06.449'' N 09°12' 30.286'' E
- 2017 - CRX Live At Vox Club 1997 (Aldebaran Records)

### Raccolte
- 2002 - Best Casino Royale (Universal Music)
- 2008 - Royale Rockers: The Reggae Sessions (V2 Records)
- 2020 - Quarantine Scenario (Aldebaran Records)

### Album di remix
- 2007 - Not in the Face (Reale Dub Version) (V2 Records)